# Le Récit du jardinier-chef
Le Récit du jardinier-chef est une nouvelle de six pages d'Anton Tchekhov (en russe Rasskaz starchego sadovnika).

## Historique
Le Récit du jardinier-chef est initialement publié dans la revue russe Les Nouvelles russes, numéro 356, du 25 décembre 1894. 

## Résumé
Le narrateur, son voisin et un marchand sont venus acheter des fleurs dans la serre des comtes X…. La conversation entre les trois hommes dévie sur la récente permissivité des tribunaux russes envers les criminels et voleurs, et de citer Shakespeare : « En ce siècle mauvais, pervers, c’est la vertu qui doit demander pardon au vice. »
Le jardinier-chef Mikhaïl Karlovitch s’immisce dans la conversation et affirme que c’est une bonne chose que les tribunaux gracien,t car lui, « il fait plus confiance en l’homme qu’aux pièces à conviction », et d’illustrer son propos par un exemple que lui avait raconté sa grand-mère.
Vivait alors dans une petite ville, un médecin misanthrope. Seul son métier l’intéressait. Aucune mondanité, aucun contact autre qu’avec ses malades qu'il soignait gratuitement. Il se dépensait sans compter pour soigner la population. Les habitants lui en vouaient une reconnaissance infinie.
Pourtant, le docteur est découvert un matin le crâne fracassé. On pense tenir le coupable quand on trouve chez cet homme les effets ensanglanté du docteur. Mais, lors du procès, le juge acquittera l’inculpé, estimant qu’il était impossible qu’un homme tombe aussi bas. Et le jardinier d’estimer que ce jugement a eu une influence bienfaisante sur l’amour du prochain que nous devrions tous avoir.

## Édition française
- Le Récit du jardinier-chef, traduit par Édouard Parayre, éditions Gallimard, Bibliothèque de la Pléiade, 1971  (ISBN 2 07 010628 4).